# Welcome to Mali
Welcome to Mali è il quinto album in studio del duo di cantanti maliani Amadou & Mariam, pubblicato nel novembre 2008 in Europa dalla Because Music e nel marzo 2009 negli Stati Uniti dalla Nonesuch Records.

## Tracce
1. Sabali – 3:15
2. Ce n'est pas bon – 3:49
3. Magosa – 3:43
4. Djama – 3:15
5. Djuru – 3:35
6. Je te kiffe (feat. Juan Rozoff) – 4:18
7. Masiteladi (feat. -M-) – 3:56
8. Africa (feat. K'naan) – 3:48
9. Compagnon de la vie – 3:46
10. Unissons-nous (feat. Keziah Jones) – 4:16
11. Bozos – 3:46
12. I Follow You (Nia na fin) – 4:02
13. Welcome to Mali – 3:20
14. Batoma – 4:13
15. Sekebe + Boula (traccia nascosta) – 4:31